# Hemirhipus
Hemirhipus là một chi bọ cánh cứng trong họ 
Elateridae.
Chi này được miêu tả khoa học năm 1827 bởi Berthold.

## Các loài
Các loài trong chi này gồm:
- Hemirhipus intermedius (Golbach, 1976)
- Hemirhipus lineatus (Olivier, 1790)